# Новостародубская волость
Новостародубская волость — административно-территориальная единица Александрийского уезда Херсонской губернии.
По состоянию на 1886 год состояла из 4 поселений, 4 сельских общин. Население 10 202 человека (5152 мужского пола и 5050 женского), 1933 дворовых хозяйства.
|                        | Площадь, десятин | В том числе пахотной, дес. |
| ---------------------- | ---------------- | -------------------------- |
| Сельских общин         | 21 914           | 16 568                     |
| Казённой собственности | 8471             | 2772                       |
| Другой собственности   | 215              | 94                         |
| Всего                  | 30 610           | 11 573                     |

Самые большие поселения волости:
- Новый Стародуб — местечко при реках Ингулец, Бешка и Овнянка в 21 версте от уездного города, 2811 человек, 545 дворов, православная церковь, еврейский молитвенный дом, школа, земская станция, 3 лавки, 3 постоялых двора, 4 ярмарки: Георгиевский 23 апреля, Онуфриевский 12 июня, Ильинский 20 июня и Параскопиевский 14 октября. За 18 вёрст — лесная пристань.
- Петрово — село при реке Ингулец, 5357 человек, 949 дворов, 2 православные церкви, школа, земская станция и 7 лавок, 4 ярмарки: Крещенская, Покровская, Гавриловская и Ведущая, базары по воскресеньям и праздникам.
- Чечелиевка — село при реках Ингулец и Верблюжка, 1812 человека, 386 дворов, православная церковь, школа, базары по воскресеньям и праздникам.